# Регионални културни центар Стара Молдава
Регионални културни центар Стара Молдава (рум. Centrul cultural regional Moldova Veche) је српски културни центар у месту Стара Молдава у Румунији. У згради културног центра функционишу и библиотека „Никола Гавриловић” и културно-уметничко друштво „Стара Молдава”.

## Историја
Изградња културног центра је започета 2018. године, средствима које је обезбедио Савез Срба у Румунији. Вредност инвестиције је преко четири милиона леја. На површини од хиљаду квадратних метара, саграђен је објекат у коме се налази вишенаменска сала у којој ће моћи да се организују приредбе, састанци и скупови, а поседује и простор за смештај Срба који буду долазили из других крајева у циљу подршке културно-уметничким активностима. Модерно здање се налази на самој обали Дунава, на локацији где је некад била општина Стара Молдава. Регионални културни центар је свечано отворен 7. децембра 2023. у присуству великог броја званичника, званица и мештана. Свечана церемонија је отпочела резањем врпце и освећењем просторија. Том приликом су интониране химне Румуније и Србије. Чин освећења обавили су протојереј-ставрофор Василије Плестић, парох старомолдавски и намесник Соколовачког намсништва Епархије темишварске, затим Бранислав Ђорђевић, свештеник у Лесковици, Дејан Жигум, парох у Дивићу, Сава Станковић, парох у Белобрешки, Верољуб Гвозденовић, свештеник у Радимни и Сава Мареш, парох у Мачевићу. Уз свештенике појао је хор српске православне цркве у Старој Молдави. Догађају су присуствовали Огњан Крстић, председник Савеза Срба у Румунији и посланик у Парламенту Румуније, Јон Кисалица, председник општине Нова Молдава, Никола Курић, председник општине Свиница и потпредседник Савеза Срба, Олгица Гица, председница општине Соколовац, Адина Марилена Радић, заменица префекта жупаније Караш-Северин, потпредседници Савеза Срба, председници и представници месних организација Савеза Срба Банатске клисуре, Пољадије и Горњег Баната и други. Програм је водила књижевница Љубица Рајкић, а за музички део побринуо се дуо „Мућкалице”, виртуози из Београда, хармоникаш Ненад Љубеновић и гитариста Зоран Анић.